# Buchreligion
Buchreligion ist ein religionswissenschaftlicher Begriff zur Bezeichnung solcher Religionen, die eine Heilige Schrift besitzen und sich stark an Texten orientieren. Verwandte Begriffe sind Offenbarungsreligion, Weltreligion und Schriftreligion. Der klassische Typ der Buchreligion wird durch Judentum, Christentum, Islam und Bahaitum verkörpert. Häufig werden aber auch andere Religionen als Buchreligionen eingeordnet, so Orphismus, Hinduismus, Buddhismus, Sikhismus, Zoroastrismus, Jainismus, Taoismus und Mormonentum.

## Begriffsgeschichte
Das Konzept der Buchreligion hat sich erst spät entwickelt. Vorformen finden sich im Islam, wo der Koran von Juden und Christen als Leuten des Buches (arabisch ahl al-kitāb „Buchvolk“) spricht. In expliziter Form erscheint der Begriff aber erst bei dem Indologen und Religionswissenschaftler Friedrich Max Müller, der am 26. Februar 1870 in einer Vorlesung an der Royal Institution in London acht Religionen als Buchreligionen bezeichnete: drei semitische (Judentum, Christentum, Islam), drei „arische“ (Hinduismus, Buddhismus, Zoroastrismus) und zwei chinesische (Konfuzianismus, Daoismus). Für Müller stellten diese acht Religionen „eine Art von Aristokratie gegenüber dem gemeinen Pöbel von buchlosen, unliterarischen Religionen“ dar.
Eine wichtige Rolle spielt der Begriff auch in der Religionstypologie Gustav Menschings. Er versteht unter Buchreligionen solche Religionen, „in denen das heilige Buch eine zentrale Bedeutung hat.“ In diesem Sinne betrachtete er die "Indische Religion" als eine "ausgesprochene Buchreligion", weil der Veda "die sakrale Grundlage aller späteren Frömmigkeitsformen" bleibt. Das Christentum ist seiner Auffassung nach ursprünglich keine Buchreligion, sondern wird dies erst im Laufe seiner Geschichte, "insofern man nach Schriftbeweisen fragte". Der Islam war für Mensching "im vielleicht strengsten Sinne eine Buchreligion", weil der Koran schon zur Zeit des Propheten das heilige Buch war. Voraussetzung für die Kennzeichnung einer Religion als Buchreligion ist nach Mensching, "daß das heilige Buch bestimmende Bedeutung für die 'Lebensmitte' der betreffenden Religion hat." In diesem speziellen Sinne sind nicht alle Religionen mit heiligem Buch Buchreligionen. Parsismus, Konfuzianismus, Taoismus und Shintoismus erfüllen zum Beispiel nach Mensching diese Voraussetzung nicht. Zu den Religionen ohne heiliges Buch rechnet Mensching die Religion der Griechen, die Römische Religion, die Germanische Religion und die ethnischen Religionen.
Bernhard Lang, der 1990 den Artikel zur "Buchreligion" für das Handbuch religionswissenschaftlicher Grundbegriffe schrieb, nannte dort folgende Elemente als konstitutiv für eine Buchreligion: 1. die heiligen Schriften besitzen in der Religion eine stabilisierende und reformierende Kraft; 2. die heiligen Schriften wirken auf Religion und Kultur zurück; 3. das Buch hat eine missionarische Bedeutung, weil sie die Religion "transportierbar" macht; 4. die Existenz heiliger Bücher hemmt die Religion und fordert Kritik heraus. Die Funktionen des heiligen Buchs in der Buchreligion erstrecken sich auf folgende Bereiche: 1. Es durchdringt die verschiedenen Lebensbereiche bis zu Kunst und Literatur; 2. es spielt die zentrale Rolle im Gottesdienst; 3. es bildet Grundlage der Theologie; 4. es übt Einfluss auf das Schulwesen aus; 5. es dient der privaten Erbauung und 6. es wird zum Gegenstand von Brauchtum und Volksglaube.

## Verhältnis verschiedener „Buchreligionen“ zu ihrem Buch
Das Verhältnis der jeweiligen Buchreligionen zu ihren heiligen Schriften ist sehr unterschiedlich. Schon zwischen Christentum, Judentum und Islam gibt es teilweise erhebliche Unterschiede. Zwar kann die heilige Schrift in allen drei Religionen als Offenbarung Gottes bezeichnet werden. Für Juden aber ist die primäre Offenbarung das Handeln und Sprechen Gottes in der Geschichte Israels, für Christen (vorbereitend) in der Geschichte Israels und (endgültig) in Jesus von Nazareth. Die jeweiligen Schriften sind der erhaltene schriftliche Niederschlag dieses göttlichen Handelns. Noch größer ist der Unterschied zum Hinduismus, wo der Veda, der als von Sehern „gehörtes“ Wissen gilt, sehr lange mündlich überliefert und erst Jahrhunderte später schriftlich aufgezeichnet wurde.

### Judentum
Die orthodoxe Tradition innerhalb des Judentums betrachtet die Tora als Gotteswort, das Mose am Berg Sinai von Gott selbst gegeben wurde. Es wird in einigen orthodoxen Kreisen durchaus eingeräumt, dass sich in der Überlieferung des Gotteswortes hier und da einige Schreibfehler eingeschlichen haben könnten, das fechte die Tatsache, dass die Tora das Wort Gottes sei, jedoch nicht an. So ist dem orthodoxen Standpunkt ein Satz wie „Da erschuf Gott den Menschen in seinem Ebenbilde …“ (Gen 1,28 ) eine Tatsache, da das Wort Gottes per definitionem die Wahrheit selbst ist. Dies impliziert auch, dass jedes Wort der Tora einen Sinn haben muss, da kein Buchstabe Gottes Wortes überflüssig sein könne.

### Christentum
Im Christentum ist die Bibel (Altes und Neues Testament) die Heilige Schrift. Sie ist die schriftliche Grundlage des christlichen Glaubens. Die Bücher der Bibel wurden von Autoren in unterschiedlichen Zeiten geschrieben und zu einem Buch, die Bibel genannt, zusammengefasst. Jesus, der in den Büchern als der verheißene Messias (Christus) und Sohn Gottes verkündigt wird, bezog sich selbst auf die geschriebenen Schriften des Tanach, der hebräischen Bibel (Mt 4,4 ). Für Christen ist Jesus Christus das „Wort Gottes“ in diese Welt hinein, wovon die Schrift nur Zeugnis gibt – und auf diese Weise an seiner Geltung teilhat.

### Islam
Im Koran wird zwar Jesus (der dort Isa ibn Maryam genannt wird) als „Wort Gottes“ bezeichnet; für den Islam ist aber das heilige Buch, der Koran, die Wortgestalt der göttlichen Offenbarung, wobei Mohammed „nur“ der Vermittler dieses Wortes ist, aber selbst als Person keine soteriologische Bedeutung hat. Zu Beginn wurde der Wortlaut ausschließlich mündlich überliefert und auswendig gelernt, später durch Schreiber während der Rezitation niedergeschrieben. Der Wortlaut der koranischen Sätze gilt im Islam als Offenbarung Gottes und als unverfälscht. So ist lediglich der Islam eine „Schriftreligion“ im eigentlichen Sinn, das Christentum gilt als sekundäre Buchreligion.

## Kritik
Der Begriff „Buchreligion“ ist als Versuch einer klaren Abgrenzung zu Religionen schriftloser Völker (Ethnischer Religionen) insofern fragwürdig, als sich die schriftliche Überlieferung oftmals an eine längere Periode mündlicher Überlieferung anschließt. Der Begriff enthält zudem eine problematische Wertung bzw. Abwertung schriftloser Religionen, die in Müllers Zitat deutlich wird. Die Entscheidung, welche Religionen zu den Buchreligionen gezählt werden, ist einer gewissen Willkür unterworfen, da die Abgrenzung nicht treffsicher ist. Aus diesem Grunde wird der Begriff in der modernen Religionswissenschaft kritisch gesehen und wenig verwendet.